# 渡辺順三
渡辺 順三（わたなべ じゅんぞう、1894年9月10日 - 1972年2月26日）は、大正・昭和期の歌人。

## 経歴
富山県富山市に生まれる。士族の家柄で、祖父は富山藩砲術指南である。しかし家は維新後に没落。父は小学校の校長を勤めたが、精神病を患い順三が12歳のときに亡くなった。姉夫婦の援助で富山中学校に進学するが、他人の世話になることを好まない母の方針により三ヶ月で中退し、母とともに上京して、神田の家具店に住み込みで働き始めた。母は東京控訴院検事長河村善益の家の住み込み女中となった。
1910年、流行性脳脊髄膜炎にかかり、その後遺症で左耳の聴覚を失う。1913年頃から「時事新報」の窪田空穂選歌欄へ投稿を始め、「国民文学」創刊にも参加し、空穂に師事する。また、河上肇『貧乏物語』や、石川啄木の歌集に影響を受ける。第一歌集『貧乏の歌』は啄木の模倣に満ちていた。雑誌『種蒔く人』にも短歌を投稿し、掲載されるようになる。1923年、家具店をやめ、独立して印刷所を経営する。西村陽吉と親しくなり、「芸術と自由」の編集委員として参加、生活派歌人として頭角を現す。
1920年代の終わり頃、短歌界にもプロレタリア文学の動きが波及していく。1928年、坪野哲久、浅野順一、伊澤信平、坪野哲久、大塚金之助、浦野敬らとともに無産者歌人連盟の結成に参加し、雑誌『短歌戦線』の中心的な働き手となる。たびたび発禁処分を受けながらも歌壇に影響を及ぼしていた『短歌戦線』であったが、短歌の伝統性を否定するあまりにスローガン的な短歌が多くなっていき、やがて「短歌の詩への解消」を主張する流れが大勢を占めるようになり、無産者歌人連盟の解散に至る。順三はそれに反対して、勤労大衆の生活実感をうたう新しい短歌の創造を提唱し、1933年、坪野哲久とともに雑誌『短歌評論』を発行した。しかし、戦時中には弾圧を受け、1941年12月9日、太平洋戦争開戦翌朝に治安維持法違反で検挙され、執行猶予判決を受ける。
戦後、1946年に新日本歌人協会の創立へ参画し、民主主義文学運動の一翼として活動した。戦時下においても時代迎合的な作品を一切作っていなかったことが戦後の評価を高めたが、時代を忠実にフォローするために公式的発想の作品が目立つとも指摘される。松川事件や内灘事件、砂川事件、安保闘争などの国民運動を題材とした作品を残した。1964年には大著『定本近代短歌史』を著し、民衆の立場からの近代短歌の系譜をまとめた。

## 著書
- 生活を歌ふ 歌集 紅玉堂書店 1927 (芸術と自由叢書)
- 階級戦の一隅から 論集 1929 (紅玉堂文庫)
- 史的唯物論より観たる近代短歌史 改造社 1933
- 短歌の諸問題 ナウカ社 1934
- 世紀の旗 歌集 文泉閣 1935
- 集団行進 歌集 文泉閣 1936
- 短歌論 1938 (三笠全書)
- 烈風の街 歌集 文泉閣 1939 (生活派短歌叢書
- 新らしき日 新興出版社 1946 (人民短歌叢書
- 幸徳事件の全貌 社会書房 1947
- 新しい短歌入門 北斗書院 1947
- 石川啄木 その生涯と芸術　飯塚書店 1950
- 新しい短歌作法 飯塚書店 1950.9 (藝術技法全書)
- 近代短歌史 第2部 河出書房 1952 (市民文庫
- 日本の地図 歌集 新興出版社 1954 のち短歌新聞社文庫
- 評伝石川啄木 新興出版社 1955
- 烈風のなかを 私の短歌自叙伝 新読書社出版部 1959
- 定本近代短歌史 春秋社 1963-64
- 歳月重し 渡辺順三歌集 短歌新聞社、1973
- 渡辺順三歌集 碓田のぼる編 1978.3 (新日本文庫)
- 渡辺順三全歌集 短歌新聞社 1996.3

## 共編著
- プロレタリア短歌集 1929年メーデー記念 紅玉堂書店、1929
- 弁証法読本 徳永直共著 ナウカ社 1933
- 正岡子規研究 篠田太郎,神畑勇共編 楽浪書院 1933
- 啄木短歌評釋 矢代東村共著 古明地書店 1935
- 唯物弁証法読本 徳永直 新興出版社 1947
- 現代作歌用語辞典 木俣修共編 北辰堂 1953
- 第二弁証法読本 史的唯物論入門 徳永直共著 新興出版社 1954
- 短歌と俳句 栗林農夫共著 1955 (青木新書)
- 十二人の死刑囚 大逆事件の人々 新興出版社 1956  改題「菊とクロハタ」
- 近代短歌辞典 木俣修,久保田正文共編 新興出版社 1956
- 四季分類作歌辞典 第1-5 宮城謙一共編 新興出版社 1956-58
- 秘録大逆事件 塩田庄兵衛共編 春秋社 1959